# Cush Jumbo
Cush Jumbo, född 23 september 1985 i London, är en brittisk skådespelare och författare. Hon spelade advokat Lucca Quinn i den sjunde säsongen av den amerikanska dramaserien The Good Wife på CBS och dess spin-off The Good Fight på CBS All Access.

## Biografi
Jumbo är barn till Angela och Marx Jumbo; hennes mamma är från Storbritannien och  pappan från Nigeria. Jumbo är der andra av sju barn; hon växte upp i Lewisham och Southwark. Hon övervägde att utbilda sig till lärare i London innan hon slutligen bestämde sig för en karriär som skådespelerska.
Jumbo är gift med Sean Griffin och de har en son tillsammans.

## Karriär
Jumbo är medförfattare till 101 Dance Ideas for 5–11 yr Olds som publicerades av A & C Black.
Hon fick en roll under säsong 7 av CBS-serien The Good Wife. Hon fortsatte i samma roll i seriens spin-off The Good Fight. Den 29 maj 2020 meddelade Jumbo att hon lämnar serien efter fyra säsonger.

## Filmografi
| År        | Titel                  | Roll           | Anteckningar         |
| --------- | ---------------------- | -------------- | -------------------- |
| 2009      | Torchwood              | Lois Habiba    | Huvudroll            |
| 2010-2012 | Jämna plågor           | Damaris Clarke | 5 avsnitt            |
| 2011      | The Inbetweeners Movie | Jaime          |                      |
| 2015–2016 | The Good Wife          | Lucca Quinn    | Huvudroll (säsong 7) |
| 2017–2020 | The Good Fight         | Lucca Quinn    | Huvudroll            |
| 2020      | Trying                 | Jane           | 2 avsnitt            |